# 伊丹市立瑞穂小学校
伊丹市立瑞穂小学校（いたみしりつ みずほしょうがっこう）は、兵庫県伊丹市瑞穂町3丁目に所在する公立小学校。

## 沿革
- 1967年（昭和42年）4月1日 - 伊丹市立緑丘小学校から分離して開校。
- 1968年（昭和43年）6月1日 - 同日を創立記念日と制定する。

## 通学区域
- 鋳物師、広畑、瑞ケ丘、瑞穂町、緑ケ丘[1]

※卒業後は基本的に伊丹市立東中学校に進学する。

## 通学区域が隣接している学校
- 伊丹市立緑丘小学校
- 伊丹市立稲野小学校
- 伊丹市立鴻池小学校
- 伊丹市立荻野小学校
- 川西市立久代小学校